# Río Svitava
El río Svitava es un río de la cuenca del Danubio que fluye por los distritos checos de Svitavy y Moravia Meridional, y se une al río Svratka cerca de la ciudad de Brno.